# Езо-Прел
Езо-Прел (на френски: Aiseau-Presles) е селище в Югозападна Белгия, окръг Шарлероа на провинция Ено. Населението му е около 10 800 души (2006).